# Charles Stewart Voorhees

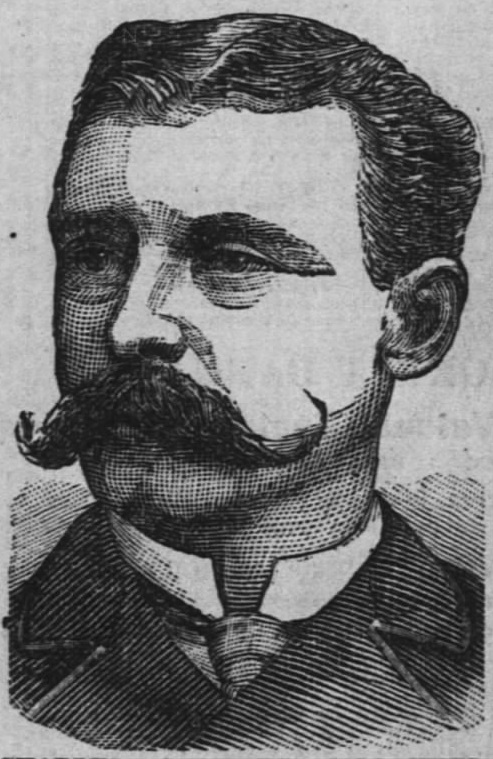
Charles Stewart Voorhees

Charles Stewart Voorhees (* 4. Juni 1853 in Covington, Fountain County, Indiana; † 26. Dezember 1909 in Spokane, Washington) war ein US-amerikanischer Politiker. Zwischen 1885 und 1889 vertrat er das Washington-Territorium als Delegierter im Repräsentantenhaus der Vereinigten Staaten.

## Werdegang
Charles Voorhees war ein Sohn von Daniel W. Voorhees (1827–1897), der zwischen 1877 und 1897 den Staat Indiana im US-Senat vertrat. Der jüngere Voorhees besuchte das Wabash College in Crawfordsville und studierte danach am Georgetown College in Washington. Nach einem anschließenden Jurastudium und seiner im Jahr 1875 erfolgten Zulassung als Rechtsanwalt begann er in Terre Haute in seinem neuen Beruf zu arbeiten.
Im Jahr 1882 zog Voorhees nach Colfax im Washington-Territorium. Zwischen 1882 und 1885 war er Bezirksstaatsanwalt im dortigen Whitman County. Politisch gehörte er der Demokratischen Partei an. Bei den Kongresswahlen des Jahres 1884 wurde er als Delegierter seines Territoriums in das US-Repräsentantenhaus in Washington gewählt, wo er am 4. März 1885 die Nachfolge des Republikaners Thomas Hurley Brents antrat. Nach einer Wiederwahl im Jahr 1886 konnte er bis zum 3. März 1889 zwei Legislaturperioden im Kongress verbringen. Bei den Wahlen des Jahres 1888 unterlag er dem Republikaner John Beard Allen.
Nach seinem Ausscheiden aus dem US-Repräsentantenhaus im Jahr 1889 arbeitete Voorhees wieder als Anwalt in Colfax im Washington-Territorium, das in diesem Jahr zu Gunsten des neu gegründeten Bundesstaates Washington aufgelöst wurde. Später verlegte Voorhees seinen Wohnsitz und seine Kanzlei nach Spokane, wo er im Dezember 1909 verstarb.